# Герасимчук Василь Макарович
Василь Макарович Герасимчук (25 березня 1928, село Башківці, Польща, тепер Шумського району Тернопільської області — після 1999, село Забороль Луцького району Волинської області) — український радянський діяч, голова колгоспу «Комсомолець» Володимир-Волинського району Волинської області. Депутат Верховної Ради УРСР 7—9-го скликань.

## Біографія
З 1944 року — служба в Радянській армії. Учасник німецько-радянської війни з 1944 року. Служив артилеристом 5-ї батареї 165-ї гаубичної артилерійської бригади. Після служби в армії працював в органах міліції МВС.
З 1950 року — 1-й секретар Володимир-Волинського районного комітету ЛКСМУ Волинської області.
Член ВКП(б) з 1951 року.
Освіта незакінчена вища. Був слухачем Тернопільської обласної партійної школи.
У 1956—1957 роках — заступник голови колгоспу імені Ілліча Володимир-Волинського району Волинської області.
З 1957 року — голова колгоспу «Комсомолець» села Березовичі Володимир-Волинського району Волинської області.
З 1980-х років — голова колгоспу імені Леніна села Забороль Луцького району Волинської області.
Потім — на пенсії в селі Забороль Луцького району Волинської області. Був головою Луцької районної ради ветеранів війни і праці.

## Нагороди
- орден Леніна
- орден Вітчизняної війни ІІ ст. (6.04.1985)
- ордени
- медалі
- лауреат Почесної відзнаки Президента України (7.05.1995)